# Апресян Юрій Деренікович
Юрій Дереникович Апресян (2 лютого 1930, Москва — 12 травня 2024, там само) — російський лінгвіст, академік РАН (1992), іноземний член Національної академії наук Вірменії, професор (1991), доктор філологічних наук. Праці в області лексичної семантики, синтаксису, російської та англійської лексикографії, історії лінгвістики, машинного перекладу та ін. Один з розробників теорії «Сенс ↔ Текст», глава Московської семантичної школи. Укладач ряду словників нового типу російської (а також англійської) мови.

## Біографія
Народився в родині діяча радянських органів держбезпеки і поліглота Дереника Захаровича Апресяна. Вірменин. Закінчив МГПІІМ (1953) за спеціальністю «англійська мова» та аспірантуру того ж інституту (1956); захистив кандидатську дисертацію (1958) на тему «Фразеологічні синоніми в сучасній англійській мові».
Викладав в МГПІІМ (1954—1960), працював в Інституті російської мови АН СРСР (1960—1972), звідки був звільнений «через непроходження переатестації» — з політичних мотивів (виступи на захист Андрія Синявського і Юлія Даніеля, К. І. Бабицького та інших дисидентів). Після цього працював в галузевому інституті «Інформелектро» (1972—1985), де завідував групою автоматичного перекладу.
Захист докторської дисертації (за книгою «Лексична семантика» 1974 р.) зміг — також з політичних причин — здійснити лише в 1984 р. у Мінську; самій публікації цієї книги влада також намагалася перешкодити. З 1985 р. — в Інституті проблем передачі інформації РАН, де завідував Лабораторією комп'ютерної лінгвістики (1989—1994).
З 1990 р. основним місцем роботи знову став Інститут російської мови РАН, де завідує сектором теоретичної семантики (з 1994). У 1990-х рр. читав лекції в Росії (МГУ), Австралії, США, Німеччині. У 1992 р. обраний дійсним членом РАН.
Протягом багатьох років керує широко відомим семінаром «Теоретична семантика», який став одним з головних центрів лінгвістичного життя Москви.
У березні 2014 року підписав лист проти розпалювання ворожнечі проти України.
Помер 12 травня 2024 року у Москві.

## Вклад в науку

### Ранні роботи
Наукові інтереси Ю. Д. Апресяна різноманітні, але центральною областю його досліджень завжди залишалася лексична семантика. В кінці 1950-х рр., коли він тільки починав займатися лінгвістикою, ця область вважалася «екзотичною» залишалась на периферії досліджень мови. Тому вивчення семантики у Ю. Д. Апресяна починалося з вивчення попередньої лінгвістичної традиції та робіт з історії лінгвістики. Ним було написано кілька детальних оглядів з історії семантики; їх доповнила книга «Ідеї та методи сучасної структурної лінгвістики» (1966). Перша книга Ю. Д. Апресяна поєднувала детальність і фактичну достовірність з популярністю і захопливістю викладення, на багато років стала бестселером і була перекладена усіма поширеними європейськими мовами (а німецькою і іспанською видавалася двічі).
З наступним періодом творчих інтересів Апресяна пов'язана проблематика синтаксичної семантики, а також популярна на той час трансформаційна граматика. До цього ж періоду відноситься короткочасне співробітництво Ю. Д. Апресяна з С. К. Шаумяном, що починав розробляти свою модель «аплікативної граматики» (одна з версій цієї моделі докладно описана в книзі 1966 р.).
Підсумком цього періоду стала друга книга Ю. Д. Апресяна — «Експериментальне дослідження семантики російського дієслова» (1967), в якій робилася спроба побудувати детальну класифікацію російських дієслів виходячи з типів варіативності їх моделей керування. Згодом сам автор відійшов від ідей «синтаксично орієнтованої» семантики, які розвивалися в цій книзі, і перейшов до комплексного опису лексичних значень слів на основі даних різного типу. Однак багато спостережень та закономірностей, відображених в цьому дослідженні, не лише зберігають своє значення перегодом, але навіть набувають нової актуальності в зв'язку з розвитком таких напрямків, як, наприклад, «граматика конструкцій».

### Теорія «Зміст ↔ Текст»
Кінець 1960-х — початок 1970-х рр.. — період інтенсивного співробітництва Ю. Д. Апресяна з творцями теорії «Зміст↔ Текст» І. А. Мельчуком і А. К. Жолковським. Ю. Д. Апресян активно бере участь в роботі зі складання одного з головних компонентів теорії — «Тлумачно-комбінаторного словника», покликаного стати словником нового типу, що відображатиме насамперед сполучуваність лексем. Семантика слів у цьому словнику описується у вигляді розгорнутих формалізованих тлумачень, які використовують обмежений набір одиниць; семантично складніші елементи тлумачаться через простіші, поки не доходить до використання нерозкладних далі елементів — так зв. «Семантичних примітивів». Ця програма комплексного семантичного опису лексики мала ряд спільних рис з концепцією польської семантичної школи А. Богуславського і А. Вежбицкої, з представниками якої в той період відбувався інтенсивний обмін ідеями. Обидві школи, зокрема, вважали, що значення мовних одиниць співвідноситься не безпосередньо з навколишньою дійсністю, а з уявленнями носія мови про цю дійсності («концептами»). Природа концептів залежить від даної культури (культурно-специфічна); система концептів кожної мови утворює так зв. «Наївну картину світу», яка в багатьох деталях може відрізнятися від «наукової» картини світу, що є універсальною. Завдання семантичного аналізу лексики і полягає в тому, щоб виявити наївну картину світу і описати її основні категорії.
Якщо для Мельчука складання Тлумачно-комбінаторного словника було цікавим перш за все як засіб вдосконалення його моделі мови, то для Апресяна ця робота стала початковим етапом для осмислення цілого ряду важливих і погано досліджених проблем лексичної семантики, як то: способи подання лексичного значення, опис антонімії і синонімії природної мови, відображення структури значень багатозначного слова в тлумаченні та ін. Результатом досліджень цього кола питань стала монографія Апресяна «Лексична семантика» (1974, 2 вид. 1995) — одна з найзначніших лінгвістичних робіт 1970-х рр. Попри опір з боку офіційного мовознавства, мала попит; була також перекладена польською і англійською. Хоча монографія дуже сильно спиралася на ідеологію теорії «Зміст ↔Текст» (як жодна інша робота Апресяна), її значення далеко виходить за рамки ілюстрації семантичної концепції цієї теорії. По-перше, у монографії був представлений детальний огляд світових семантичних досліджень кількох десятиліть. По-друге, крім ілюстрації ряду теоретичних положень теорії, в книзі був дуже тонко і детально проаналізовано великий масив даних російської лексики, дано приклади тлумачень різних семантичних груп слів, що також стали зразком для лексикографів. По-третє, центральна частина книги, що стосується проблеми виявлення і опису відмінностей між синонімами, містила детальну дослідницьку програму, що виходила за межі безпосередніх задумів творців З↔Т. Між тим, виконання цієї програми і стало для Апресяна основним завданням подальших досліджень.

### Машинний переклад
Після звільнення Апресяна з Інституту російської мови у нього не було можливості продовжувати академічні дослідження — замість цього йому довелося займатися створенням систем англо-російського машинного перекладу. Звернення до цього завдання було багато в чому вимушеним, але, за визнанням самого Апресяна, і не позбавленим користі: воно дозволило побачити і описати чимало труднощів, пов'язаних з міжмовною еквівалентністю. Робота Апресяна над машинним перекладом в інституті «Інформелектро» і в Інституті проблем передачі інформації РАН привела до створення експериментальної системи ЕТАП. На початку 1990-х рр.. Апресян знову повернувся до теоретичної лексикографії в Інституті російської мови.
Слід зауважити, що, попри численні труднощі й практичну неможливість друкуватися на батьківщині, Апресян продовжував розвивати З↔Т і в 1980-их рр..: опубліковано російсько-угорський словник дієслівного керування (у співавторстві з Е. Палл) і видану у Відні невелику книгу, присвячену розробці семантичного компонента багаторівневої моделі мови; в ідейному відношенні обидві ці книги продовжують етап 1970-х рр.. (Хоча й більш пов'язані з прикладними проблемами, ніж «Лексична семантика»). У книзі 1980 р. вперше докладно обговорюється попередньо вже висловлювана ідея «інтегрального опису мови», за якого словник і граматика утворюють тісну єдність і «налаштовані» один на одного. Це природно випливає з теорії «Сенс ↔ Текст», у якій роль лексико-семантичного компоненту і словникової інформації первісно була дуже велика.
Робота над англо-російським машинним перекладом сприяла і активізації ряду прикладних проектів, пов'язаних з англійською лексикографією, до якої Апресян також зробив значний внесок. Тут відзначимо перш за все «Англо-російський синонімічний словник», укладений колективом авторів під керівництвом Апресяна в 1979 р. що звідтоді неодноразово перевидавався. У ньому вперше апробовано формат синонімічного словника у радянській російській мовознавчій практиці. За редакцією і з участю Ю. Д. Апресяна було підготовлено також кілька перекладних двомовних словників; фінальним етапом цієї діяльності став вихід у 1993 р. Нового великого англо-російського словника. Нині його можна вважати найповнішим/найкращим словником такого типу у пострадянському просторі.

### Синонімічний словник
Починаючи з 1990-х рр.., Апресян практично повністю переходить до лексикографічної роботи. Головним результатом цієї роботи стає синонімічний словник російської мови — «Новий пояснювальний словник синонімів». Це — ідейне продовження згадуваного вище англо-російського синонімічного словника.
При підготовці було розроблено детальну схему опису синонімічних рядів, де кожен елемент ряду характеризувався з точки зору семантики, синтаксису, сполучуваності та ін. властивостей. У словнику зібрано та узагальнено значну кількість інформації про мовну поведінку російських синонімів. У другому виданні (2004) враховано критичні відгуки.
Поряд з практичною лексикографією Апресян продовжує розробляти і семантичну теорію.
Внеском Апресяна в лексикографічну теорію є також концепція «системної лексикографії», ключову роль у якій відіграють запропоновані ним поняття «лексикографічного типу» і «лексикографічного портрету»; ці поняття відображають як результати лексикографічної класифікації слів за певними властивостями («тип»), так і результати виявлення індивідуальних особливостей слова («портрет»).

## Політичні погляди
Підписав відкритого листа російських науковців та наукових журналістів проти Російського вторгнення в Україну 2022 року.

## Основні публікації

### Книги
- Идеи и методы современной структурной лингвистики (краткий очерк). М.: Просвещение, 1966.
- Экспериментальное исследование семантики русского глагола. М.: Наука, 1967.
- Лексическая семантика (синонимические средства языка). М.: Наука, 1974.
  - Второе дополненное издание: Ю. Д. Апресян. Избранные труды. Т. I. М.: Языки русской культуры, 1995.
- Типы информации для поверхностно-семантического компонента модели «Смысл ↔ Текст». Wien: Wiener Slawistischer Almanach, 1980.
  - Второе издание: Ю. Д. Апресян. Избранные труды. Т. II. М.: Языки русской культуры, 1995, с. 8-101.
- (Ю. Д. Апресян, И. М. Богуславский, Л. Л. Иомдин и др.) Лингвистическое обеспечение системы ЭТАП-2. М.: Наука, 1989.
- (Ю. Д. Апресян, И. М. Богуславский, Л. Л. Иомдин и др.) Лингвистический процессор для сложных информационных систем. М.: Наука, 1992.
- Интегральное описание языка и системная лексикография // Избранные труды. Т. II. М.: Языки русской культуры, 1995.
- Systematic Lexicography. / By Ju. Apresjan. Oxford: Oxford University Press, 2000.
- Ю. Д. Апресян (ред.). Языковая картина мира и системная лексикография. М.: Языки славянских культур, 2006.
- Исследования по семантике и лексикографии. Т. I: Парадигматика. М.: Языки славянских культур, 2009.
- Ю. Д. Апресян (ред.). Теоретические проблемы русского синтаксиса: Взаимодействие грамматики и словаря. М.: Языки славянских культур, 2010.

### Словники
- Ю. Д. Апресян и др. Англо-русский синонимический словарь. М.: Русский язык, 1979 (і наступні видання).
- Ю. Д. Апресян, Э. Палл. Русский глагол — венгерский глагол. Управление и сочетаемость . Т. 1-2. Budapest, 1982.
- И. А. Мельчук, А. К. Жолковский, Ю. Д. Апресян и др. Толково-комбинаторный словарь современного русского языка: Опыты семантико-синтаксического описания русской лексики. Wien, 1984.
- Ю. Д. Апресян, Э. М. Медникова и др. Новый большой англо-русский словарь. М.: Русский язык, 1993, т. I—II; М.: Русский язык, 1994, т. III.
- Новый объяснительный словарь синонимов русского языка. / Под рук. Ю. Д. Апресяна. М.: Языки русской культуры. Вып. 1, 1997. Вып. 2, 2000. Вып. 3, 2003.
  - Второе издание, исправленное и дополненное (в одном томе): М.: Языки русской культуры, 2004.
- Ю. Д. Апресян (ред.). Проспект активного словаря русского языка. М.: Языки славянских культур, 2010.